# Salix myrsinites
Espèce
Salix myrsinites est une espèce de plantes à fleurs de la famille des Salicaceae. C'est un saule originaire de l'Europe du Nord et du Nord-Est. 

## Synonymie
- Salix sommerfeltii Anderss.
- Salix procumbens Forbes
- Salix pilosa Schleich. ex Ser.
- Salix phaeophylla Anderss.
- Salix notha Anderss.
- Salix normanni Anderss.
- Salix myrsinites var. serrata Neilr.
- Salix mielichhoferi Tausch ex Anderss.
- Salix laevis Hook.
- Salix glaucoides Anderss.
- Salix fusca Jacq.
- Salix dubia Suter
- Salix dasycarpa Turcz. ex Ledeb.
- Salix brayi Nym.
- Salix arbutifolia Ser.